# M/S Wolin

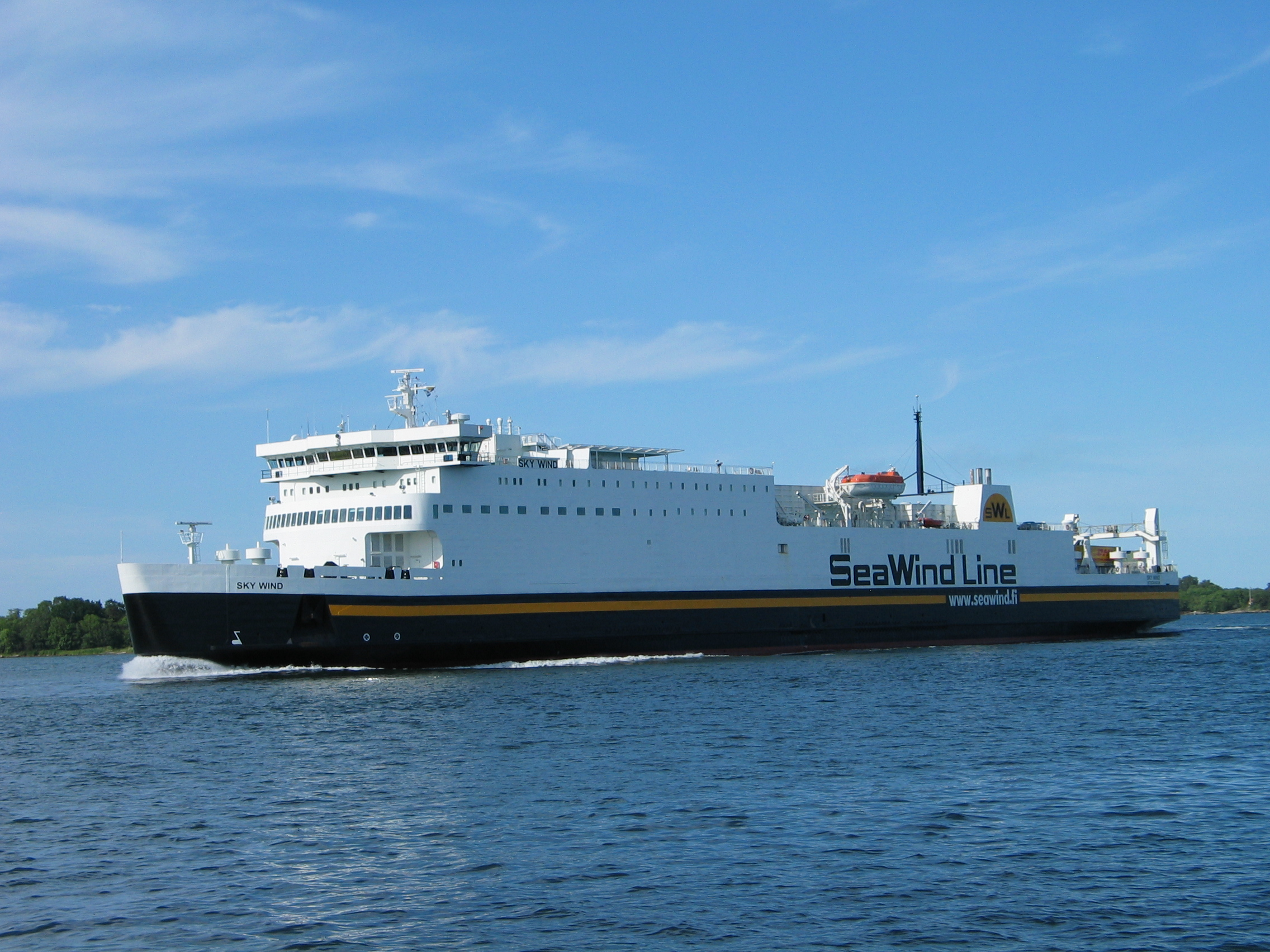
M/S Wolin (M/S Sky Wind)

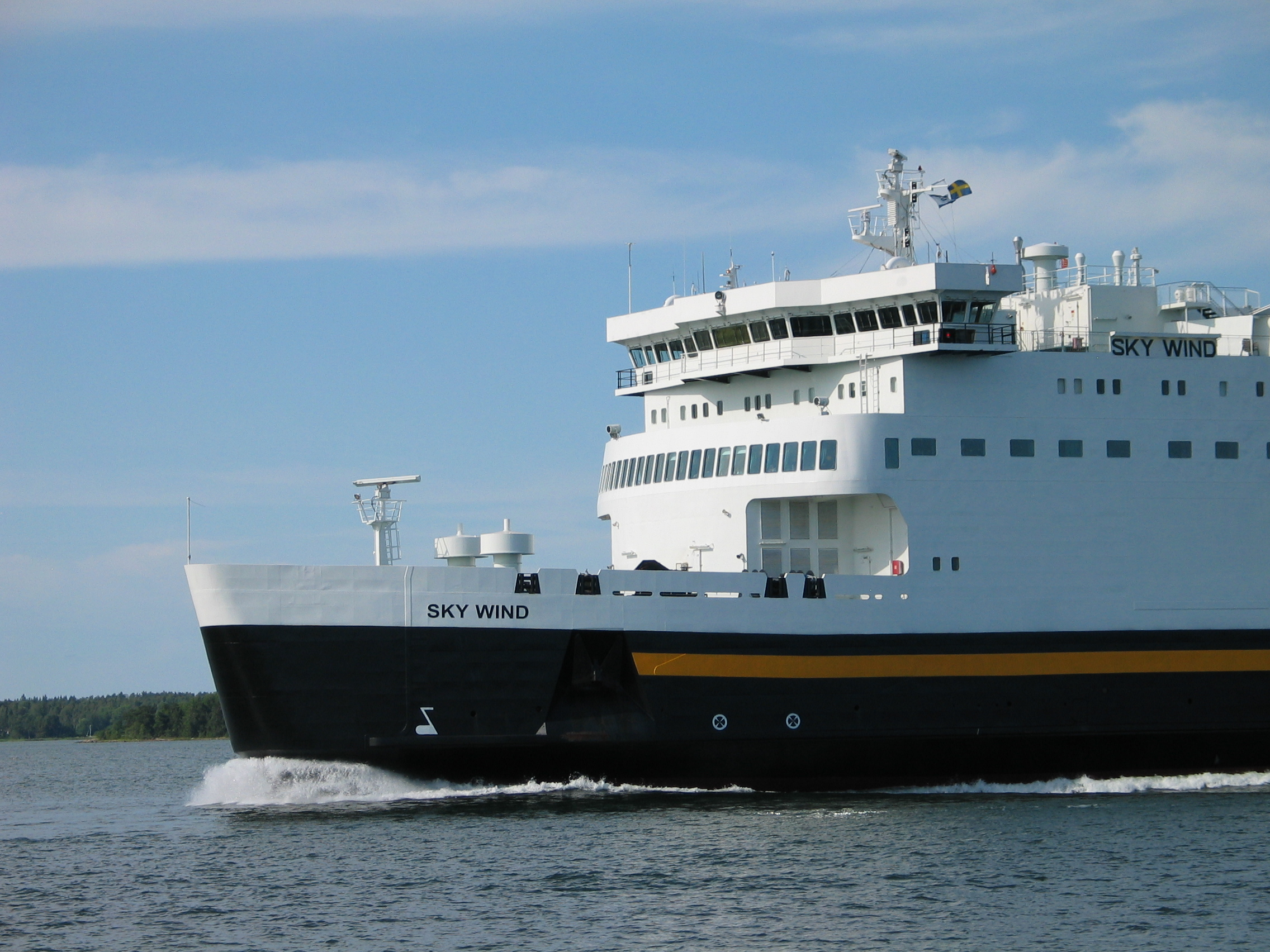
M/S Wolin (M/S Sky Wind)

M/S Wolin är ett fartyg ägt av Unity Line. Hon är ett så kallat ropax-fartyg och trafikerar rutten Trelleborg–Świnoujście (sedan september 2007).

## Tekniska data
- Byggd: 1986 av Moss Rosenberg Værft, Moss, Norge
- Längd: 189 m.
- Bredd: 23 m.
- Djup: 5,9 m.
- Passagerare: 364
- Hytter: 240
- Bilar: 55
- Fart: 18 knop
- Lastmeter: 1800 m.
- Spår: 5
- Spårlängd: 650 m.

## Namnhistoria
- 1986-2002 M/S Öresund (Statens Järnvägar, Scandlines)
- 2002-2007 M/S Sky Wind (Sea Wind Line)
- 2007- M/S Wolin (Unity Line)